# Mossendjo

Mossendjo é uma cidade localizada na região de Niari, República do Congo. Sua população de acordo com o censo realizado em 1996 era de 16.458 habitantes, para início de 2005 a população estimada era de 18.200 habitantes.